# Pierre-Louis Loubet
Pierre-Louis Loubet (Bastia, Còrsega; 18 de febrer de 1997) és un pilot de ral·li francès que disputa el Campionat Mundial de Ral·lis. Guanyador de la categoria WRC 2 del Campionat Mundial l'any 2019 amb un Škoda Fabia R5.
És fill del guanyador del Campionat d'Europa de Ral·lis de l'any 1989 Yves Loubet.

## Trajectòria
Loubet inicia la seva trajectòria dins del ral·li l'any 2015 amb un Citroën DS3 R3T Max, disputant el Campionat Mundial de Ral·lis júnior, finalitzant el campionat en sisena posició. De cara a 2016 passa a disputar la categoria WRC 2, una categoria que aconseguiria guanyar la temporada 2019 amb un Škoda Fabia R5. En paral·lel també disputa proves puntuals del Campionat d'Europa.
L'any 2020 fitxa per l'equip formatiu de Hyundai, disputant diversos ral·lis del Campionat Mundial amb un Hyundai i20 Coupe WRC, repetint experiència a la temporada següent.
De cara al 2022 Loubet fitxa per l'equip M-Sport per disputar de forma parcial el Campionat Mundial amb un Ford Puma Rally1. Gràcies a les seves bones actuacions, de cara a la temporada següent, la 2023, Loubet es converteix en pilot per la temporada sencera de M-Sport junt a Ott Tänak.